# 三池信
三池 信（みいけ まこと、1901年1月12日 – 1988年2月20日）は、昭和期の政治家。郵政大臣。

## 来歴・人物
佐賀県神埼郡三田川村（現・吉野ヶ里町）に、三池鉄一の長男として生まれる。佐賀高等学校理科甲類を経て、1926年九州帝国大学工学部電気科を卒業、京浜電力株式会社に入社する。奈川渡発電所（長野県）所長を経て、理研特殊製鉄株式会社に移り常務取締役となる。終戦は同社羅興（現・北朝鮮咸鏡南道）工場長として朝鮮半島で迎えた。
1949年、第24回衆議院議員総選挙に吉田茂率いる民主自由党から佐賀県全県区で立候補し当選する（当選同期に池田勇人・岡崎勝男・前尾繁三郎・橋本龍伍・麻生太賀吉・小渕光平・西村英一・橋本登美三郎・福永健司・塚原俊郎・藤枝泉介・木村俊夫・稲葉修・河本敏夫・森山欽司・床次徳二など）。以後当選12回。自民党では自身と初当選同期の佐藤栄作が率いる佐藤派を経て、後輩の福田赳夫が率いる福田派に所属したが、もともと自他ともに認める「派閥解消論者」であったため、後に無派閥となり、無派閥のまま現役を通した。
建設政務次官、衆院運輸、大蔵、内閣各委員長を歴任した。また1966年には「引揚者団体全国連合会」理事長に就任し、引揚者の在外財産補償問題の解決に尽力した。
1972年、第1次田中角栄内閣で郵政大臣として入閣要請を受けたが、福田派の推薦名簿を無視した一本釣り人事であったことから、経済企画庁長官に指名された有田喜一（三池と当選同期）とともに入閣を拒否し、結局田中・福田会談によって内閣発足5日目にようやく入閣したというハプニングがあった（なお、田中と福田はブリヂストンの創業家である石橋家や東邦生命保険の創業家である太田家などを通して遠戚関係にあった）。
1986年、高齢を理由に同年の総選挙立候補を辞退する。その後参議院から衆議院に転じた大坪健一郎と入れ替わるように、参議院佐賀県選挙区補欠選挙に立候補し当選した。
在職中の1988年1月に体調を崩して2月より入院加療していたが、同月20日、肝不全のため、東京都中央区の国立がんセンターで死去した。87歳没。当時最年長の国会議員であった。哀悼演説は同年3月23日の参議院本会議で、小山一平により行われた。その後の補欠選挙で陣内孝雄が当選し地盤を引き継いだ。